# 三巴龙
三巴龍（"Sanpasaurus"）是恐龍的一屬，化石被發現於中國四川省，但這些身體骨骼化石是由侏羅紀的蜥腳下目、禽龍類恐龍混合的。三巴龍的屬名是以四川省的古稱：巴縣、巴東及巴西三郡的合稱「三巴」來命名。
模式種是岳氏三巴龍（"S. yaoi"）是由楊鍾健在1944年所使用，他發現運送回來的骨骸化石十分混亂，很難作出確切的分析。正模標本包含了20節脊椎、肩胛骨、前肢及一些後肢骨頭。由於三巴龍的化石如此混亂，牠也被認為是疑名。
第二物種是三巴龍未完成體（"S. imperfectus"），也被認為是疑名。

## 外部連結
- 恐龍博物館──三巴龍
- 恐龍百科全書（页面存档备份，存于）
- 亞洲蜥腳下目的討論（页面存档备份，存于）